# Glyphomitrium wilsonii
Glyphomitrium wilsonii là một loài rêu trong họ Ptychomitriaceae. Loài này được (Sull. & Lesq.) Mitt. mô tả khoa học đầu tiên năm 1891.